# Ananthapur, Mulbagal
Ananthapur là một làng thuộc tehsil Mulbagal, huyện Kolar, bang Karnataka, Ấn Độ.